# Jurvielle
Jurvielle (em occitano:  Jurvièla) é uma comuna francesa na região administrativa da Occitânia, no departamento do Alto Garona. Estende-se por uma área de 5.79 km², com 19 habitantes, segundo o censo de 2018, com uma densidade de 3.3 hab/km².